# Prva nogometna liga Republike Srpske
Prva nogometna liga Republike Srpske je druhá (společně s Prva nogometna liga FBiH) nejvyšší fotbalová ligová soutěž v ligovém systémů pořádaná na území Bosny a Hercegoviny. Liga je řízena Fotbalovým svazem Republiky Srbské (v originále Nogometni savez Republike Srpske). V postupu či poklesu do další sezony se postupuje pomocí rozdělení mezi regiony Západ, Střed a Jih.
Liga byla založena v roce 1995 jako nejvyšší soutěž Srbů v Bosně a Hercegovině. Až v roce 2002 po přijetí nejlepších klubů ze soutěže do Premijer ligy, se z ligy stala díky reorganizaci až druhá nejvyšší soutěž v zemi.

## Složení ligy v ročníku 2014/15
| Klub                     | Město           | Stadión                          | Kapacita |
| ------------------------ | --------------- | -------------------------------- | -------- |
| FK Drina HE Višegrad     | Višegrad        | Gradski stadion Višegrad         | 1 500    |
| FK Kozara Gradiška       | Gradiška        | Gradski stadion Gradiška         | 5 000    |
| FK Krupa                 | Krupa na Vrbasu | Gradski stadion Krupa na Vrabasu | 1 000    |
| FK Leotar Trebinje       | Trebinje        | Stadion Police                   | 8 550    |
| FK Mladost Gacko         | Gacko           | Gradski stadion Gacko            | 3 500    |
| FK Napredak Donji Šepak  | Donji Šepak     | Gradski stadion Donji Šepak      | 1 000    |
| FK Podrinje Janja        | Janja           | Stadion Podrinje                 | 3 000    |
| FK Proleter Teslić       | Teslić          | Stadion Radolinka                | 5 000    |
| FK Rudar Prijedor        | Prijedor        | Gradski stadion Prijedor         | 5 000    |
| FK Sloboda Mrkonjić Grad | Mrkonjić Grad   | Gradski stadion Mrkonjić Grad    | 2 000    |
| FK Sloboda Novi Grad     | Novi Grad       | Stadion Mlakve                   | 4 000    |
| FK Sutjeska Foča         | Foča            | Gradski stadion Foča             | 4 000    |
| FK Tekstilac Derventa    | Derventa        | Stadion Luke                     | 1 000    |
| FK Vlasenica             | Vlasenica       | Gradski stadion Vlasenica        | 1 000    |

## Vítězové jednotlivých ročníků
| Prva liga Republike Srpske (1995 – 2002) — 1. ligová úroveň |                         |                    |
| Ročník                                                      | Vítěz                   | 2. místo           |
| 1995 – 1996                                                 | FK Boksit Milići (1)    |                    |
| 1996 – 1997                                                 | FK Rudar Ugljevik (1)   |                    |
| 1997 – 1998                                                 | FK Rudar Ugljevik (2)   |                    |
| 1998 – 1999                                                 | FK Radnik Bijeljina (1) | FK Rudar Ugljevik  |
| 1999 – 2000                                                 | FK Boksit Milići (2)    |                    |
| 2000 – 2001                                                 | FK Borac Banja Luka (1) |                    |
| 2001 – 2002                                                 | FK Leotar Trebinje (1)  | FK Kozara Gradiška |

| Prva liga Republike Srpske (2002 – 2014) — 2. ligová úroveň |                           |                          |
| Ročník                                                      | Vítěz                     | 2. místo                 |
| 2002 – 2003                                                 | FK Modriča                | FK Slavija Sarajevo      |
| 2003 – 2004                                                 | FK Slavija Sarajevo       |                          |
| 2004 – 2005                                                 | FK Radnik Bijeljina       |                          |
| 2005 – 2006                                                 | FK Borac Banja Luka       | FK Ljubić Prnjavor       |
| 2006 – 2007                                                 | FK Laktaši                | FK Borac Šamac           |
| 2007 – 2008                                                 | FK Borac Banja Luka       | FK Sloga Doboj           |
| 2008 – 2009                                                 | FK Rudar Prijedor         | FK Kozara Gradiška       |
| 2009 – 2010                                                 | FK Drina Zvornik          | FK Radnik Bijeljina      |
| 2010 – 2011                                                 | FK Kozara Gradiška        | FK Sloboda Novi Grad     |
| 2011 – 2012                                                 | FK Radnik Bijeljina       | FK Sloga Doboj           |
| 2012 – 2013                                                 | FK Mladost Velika Obarska | FK Sloboda Mrkonjić Grad |
| 2013 – 2014                                                 | FK Drina Zvornik          | FK Podrinje Janja        |